# Bílý Ijus
Bílý Ijus (rusky Белый Июс, chakasky Ах-Ӱӱс) je řeka v Chakasii v Rusku. Je 224 km dlouhá. Povodí má rozlohu 5370 km².

## Průběh toku
Pramení na východních svazích Kuzněckého Alatau. Na horním toku má charakter rychlé horské řeky a na dolním toku protéká kopcovitou stepní krajinou na západním okraji Čulymsko-jenisejské kotliny. Po soutoku s Černým Ijusem vytváří Čulymi, pravý přítok Obu.

## Vodní stav
Zdrojem vody jsou především sněhové srážky. Průměrný roční průtok vody ve vzdálenosti 55 km od ústí činí 41 m³/s.

## Využití
Řeka je splavná.